# Embyr-Lee Susko
Embyr-Lee Susko (13 de junio de 2005) es una deportista canadiense que compite en luge en la modalidad individual. Ganó una medalla de bronce en el Campeonato Mundial de Luge de 2025, en la prueba de equipo.

## Palmarés internacional
| Campeonato Mundial | Campeonato Mundial | Campeonato Mundial | Campeonato Mundial |
| Año                | Lugar              | Medalla            | Prueba             |
| ------------------ | ------------------ | ------------------ | ------------------ |
| 2025               | Whistler (Canadá)  | Medalla de bronce  | Equipo             |